# Free Software Foundation Europe

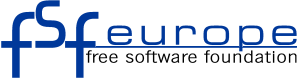
FSFE:s logo

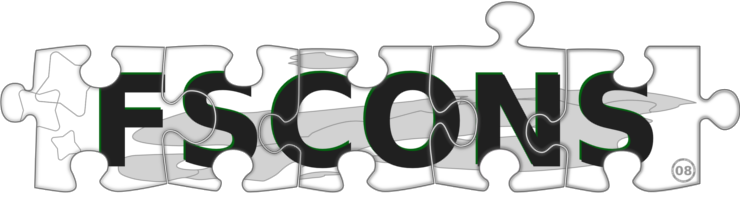
Logotyp för konferensen FSCONS

Free Software Foundation Europe, FSFE, grundades 10 mars 2001 och arbetar med alla europeiska aspekter på fri programvara och GNU-projektet i synnerhet. Organisationen stöder aktivt utvecklandet av fri programvara och främjandet av GNU-baserade system som GNU/Linux. Genom att fungera som ett kompetenscenter för politiker, jurister och journalister arbetar FSFE även för att säkra den juridiska, politiska och sociala framtiden för fri programvara.
FSFE jobbar aktivt mot införandet av patent på programvara inom EU.
FSFE företräds i Sverige av Föreningen fri kultur och programvara (FFKP) som var initiativtagaren till konferensen FSCONS, som hölls första gången den 7-8 december 2007. Sedan 2012 organiseras konferensen av en ny organisation. Vid konferensen utdelas ett pris, Nordic Free Software Award, som 2007 tillföll det norska projektet Skolelinux. Priset bestod av ett diplom och en stor Lego-byggsats av ett vikingaskepp.[källa behövs]
FFKP omfattar bland annat Jonas Öberg, Mathias Klang, Marcus Rejås och Henrik Sandklef.[källa behövs]